# پیغوی کوچک

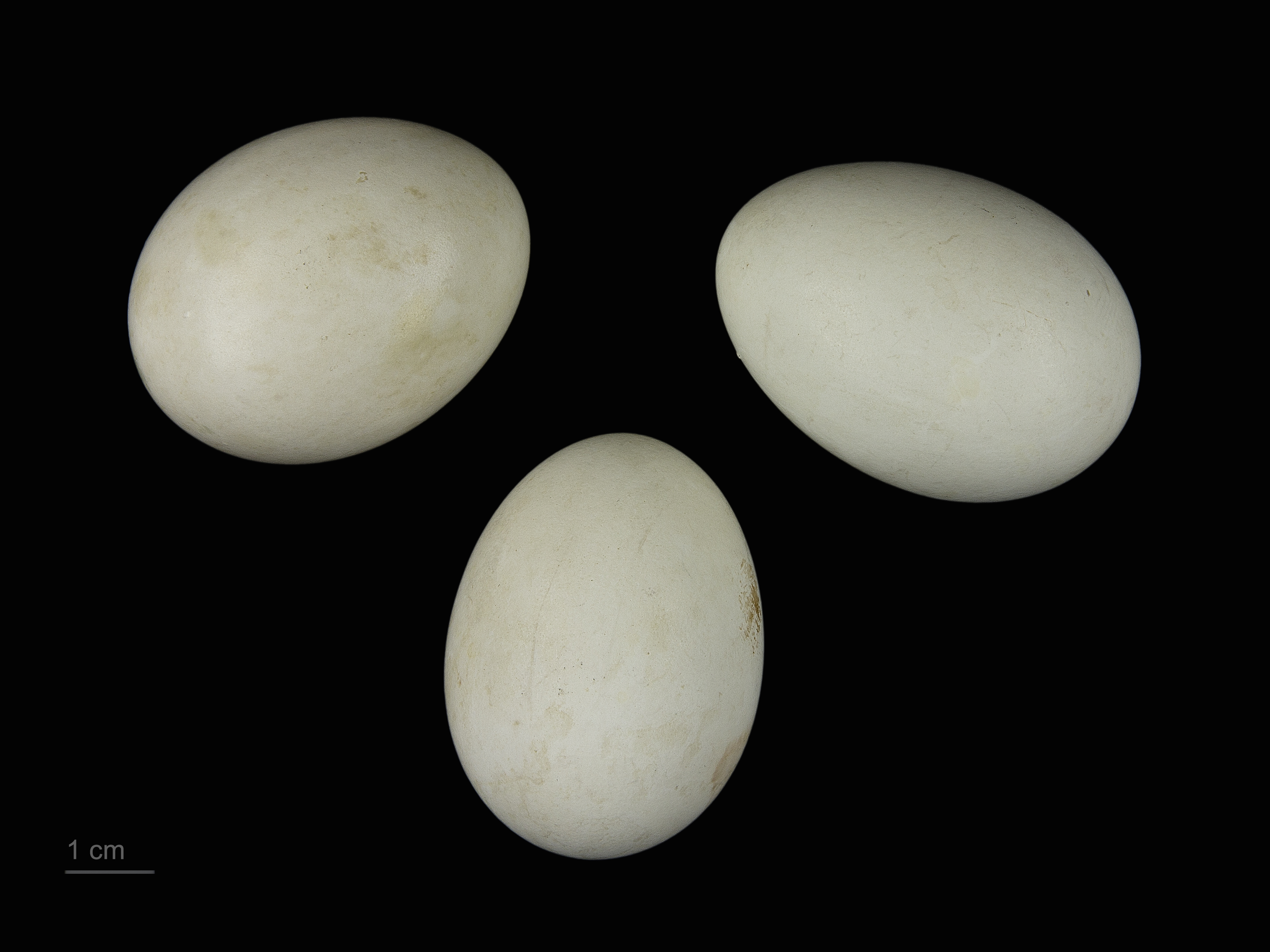
Accipiter badius

پیغوی کوچک (نام علمی: Accipiter badius) پرنده شکاری کوچکی از خانوادهٔ بازان است. پیغوی کوچک در جنوب آسیا به‌ویژه هندوستان و آفریقای جنوب صحرا جمعیت زیادی دارد.
این پرنده بر روی درختان لانه می‌سازد و ۳ تا ۷ تخم می‌گذارد. از مارمولکها، خرمگس‌ها و پستانداران و پرندگان کوچک تغذیه می‌کند و در شکار بر غافلگیری تکیه دارد.
این پرنده یک باز کوچک با بال‌های پهن کوتاه و دم دراز است، که برای مانور در میان درختان مناسب است. پیغوی کوچک بسیار به پیغوی بزرگ می‌ماند، ولی کوچک‌تر است. طول تنش حدود ۳۰ سانتی‌متر است و ماده‌ها بزرگ‌تر اند. نام این پرنده از آوازش گرفته شده که صدایی شبیه به پیغو را تکرار می‌کند. از پرندگان محبوب برای بازداری است و پرورش آن به‌ویژه در هند رایج بوده است. نام فارسی آن نیز «شِک‍ره» [برگرفته از شکار] است که در انگلیسی هم به همین نام شناخته می‌شود.